# Washington Examiner
Washington Examiner, транскрипция «Вашингтон экзаминер» (в переводе с англ. — «вашингтонский ревизор») — американский журнал и сайт о политике. Издается в Вашингтоне. Некоторые эксперты называют его конкурентом газеты The Hill. Журнал ориентирован на республиканскую читательскую аудиторию. Принадлежит компании MediaDC, которая входит в Clarity Media Group.

## История
Журнал выходит еженедельно. Тираж — более 50 000 экземпляров. До июня 2013 года печатная версия выходила ежедневно.
К июню 2019 аудитория сайта издания удвоилась по сравнению с аналогичным периодом предыдущего года и достигла 10 млн уникальных посетителей. Таким образом, он стал вторым по посещаемости консервативным сайтом на момент замера после Foxnews.com.
В 2019 после скандала с участием президента США Трампа и украинского лидера Владимира Зеленского издание вышло с разоблачительным материалом о причастности представителя демократов к огласке скандальной истории.
В 2018 году было закрыто издание The Weekly Standard, которое также принадлежало MediaDC. Оно выходило в течение 23 лет. Закрытие позволило владельцам сконцентрировать внимание и ресурсы на Washington Examiner.

## Коллектив издания
Главный редактор — Уго Гурдон. Ранее он возглавлял другое вашингтонское политическое издание The Hill. Также в свое время был редактором Daily Telegraph of London и National Post of Canada. Публиковался в the Wall Street Journal (Европа), Financial Times и The Guardian.
В команде издания есть несколько опытных политических журналистов. Например, Кейт Колер, который 20 лет проработал в пуле Белого дома, и Дэвид Марк, который регулярно комментирует политику на телевидении.
В 2015 году к коллективу издания присоединился Ариэль Коэн, который считается специалистом по российско-американским отношениям.

## Скандалы
В 2018 году Следственный комитет РФ возбудил уголовное дело в отношении редактора издания Уго Гурдона после статьи Тома Рогана, в которой тот предлагал взорвать Крымский мост. Позднее в статье «Почему Путин хочет отправить меня в Черный Дельфин» журналист говорил, что он предлагал бомбить сооружение без жертв.
В 2018 году в Twitter издания появилось сообщение: Трамп идет в ад. Представители издания сообщили, что профиль на микроблоге был взломан.
В 2018 году корреспондент NBC News Дэвид Гура обратил внимание на сходство статьи в издании с аналогичной заметкой в New York Times, которая вышла двумя днями ранее. Материал был посвящен последствиям исчезновения саудовского журналиста Хашоги. Утверждалось, что как минимум четыре абзаца были взяты из оригинала статьи. Сотрудник Washington Examiner Тоби Харнден парировал обвинения, заявив об ошибке в редактуре и внутренней коммуникации с сотрудником. Заметка была исправлена.